# Brno-Slatina
Brno-Slatina je městská část na východním okraji statutárního města Brna. Je tvořena městskou čtvrtí Slatina (německy Latein), původně samostatnou obcí, která byla k Brnu připojena v roce 1919. Její katastrální území má rozlohu 5,83 km². Samosprávná městská část vznikla 24. listopadu 1990. Žije zde přibližně 11 tisíc obyvatel.
Pro účely senátních voleb je území městské části Brno-Slatina zařazeno do volebního obvodu číslo 58.

## Charakteristika

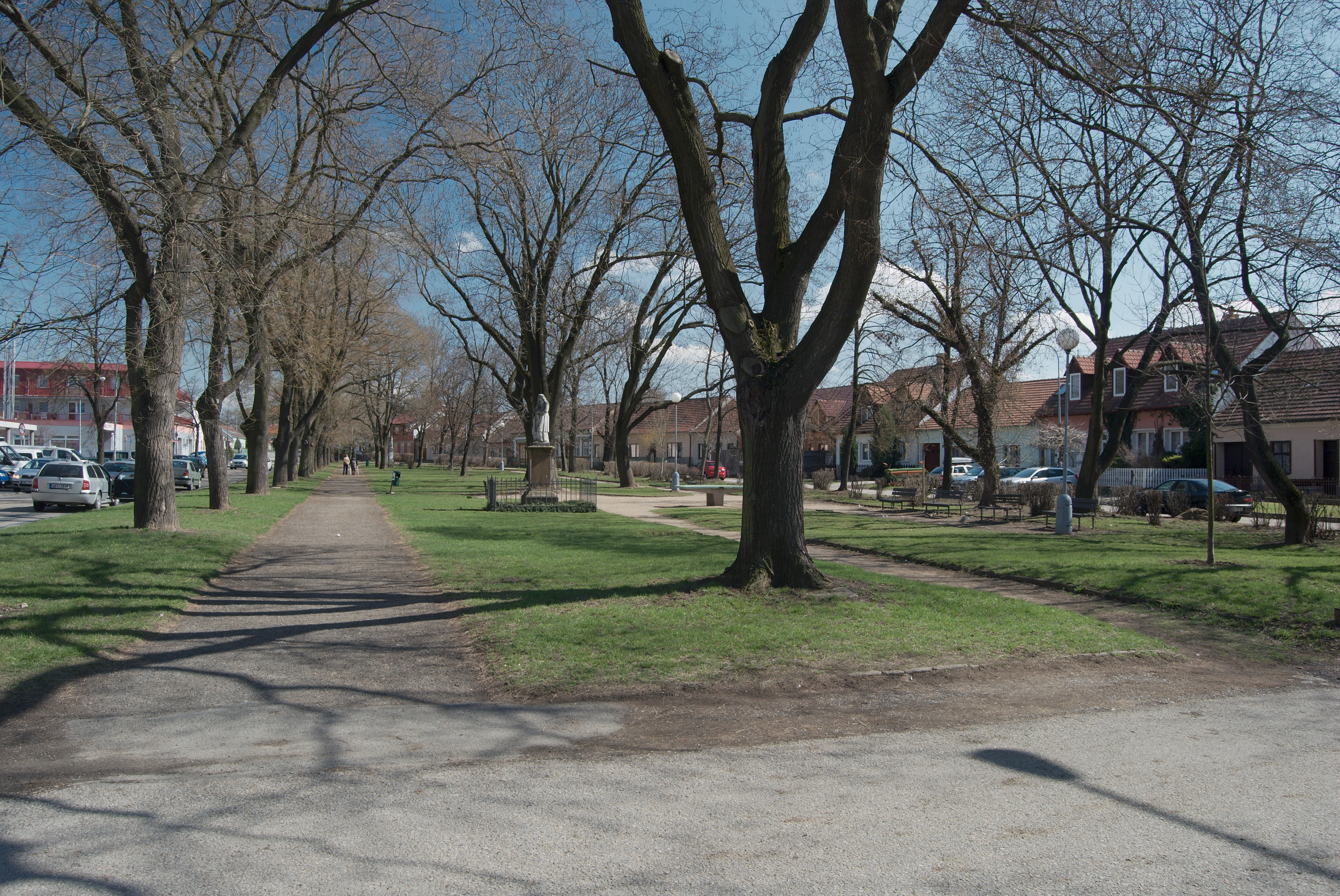
Park na Přemyslově náměstí ve vesnickém jádru Slatiny

Přestože má Slatina městský charakter, má dosud stále velice dobře zachované původní vesnické jádro, nacházející se přibližně uprostřed území městské části. Jižně od původní vesnice se rozkládá řadová rodinná zástavba vzniklá převážně v dobách první republiky. Naopak severně od vesnické zástavby se jižně od silnice v Hviezdoslavově ulici rozkládá zdejší panelové sídliště, na západě sousedící se skupinou činžovních domů. Severně od Hviezdoslavovy ulice se nachází přibližně kosočtvercový obytný komplex tzv. Nové čtvrti, na západě a východě sousedící s průmyslovými areály. Při Hviezdoslavově ulici se nachází také areál zdejší trolejbusové a autobusové vozovny. Jihem území městské části prochází od jihovýchodu k západu Vlárská železniční trať, na níž se zde nachází nádraží. Podél trati a Řípské ulice se rozkládá velká průmyslová oblast, sousedící se zdejšími kasárnami. Na samém jihozápadě katastru Slatiny se rozkládají Švédské valy. V jejich sousedství vznikla na ploše tzv. Černovické terasy stejnojmenná průmyslová zóna, která v současnosti zasahuje i do okrajových částí katastrálních území Černovice a Tuřany. První budovu v této průmyslové zóně postavila za velmi výhodných podmínek roku 2001 společnost Flextronics. Po odchodu této firmy budovu získala společnost Honeywell, jež ji nadále vlastní. V sousedství této továrny postupně vznikla řada dalších továren. Některé z nich jsou rozděleny mezi Slatinu na jedné straně, a Černovice nebo Tuřany na straně druhé. Jihem území městské části prochází dálnice D1. Nejsevernější část území městské části je archeologicky významná Stránská skála.
Na území městské části se dále nacházejí tyto čtyři oddělené osady:
- Slatinka – malá jednoulicová osada rozkládající se na jihovýchodě území městské části, jižně od dálnice D1 a jihozápadně od Vlárské tratě. Vznikla v 1. polovině 18. století a vždy byla součástí Slatiny.
- Černovičky – osada na západě území městské části, jedna z nejstarších nouzových kolonií na území dnešního Brna. Původně se osada nazývala U kostivárny – Kolonie bei der Spodiumfabrik Za svůj vznik vděčí osada dvěma romským rodinám Danielů, které se zde usadily v 80. letech 19. století.[3] Osada vznikla na místě bývalého písečníku, v blízkosti dnes již zaniklé továrny na spodium a kostní moučku, jíž se přezdívalo Kostivárna. Původně zde měli Romové vozový tábor, postupně si zde postavili zděné domky. Později se zde objevily i domy některých zaměstnanců výše zmíněné kostivárny. Za druhé světové války byli v březnu až květnu 1943 zdejší Romové odvlečeni do koncentračního tábora v Osvětimi. Od roku 1949 nese osada současný název, odvozený od názvu Černovic, k jejichž katastru náležela až do druhé poloviny 60. let 20. století.
- Osada pod Stránskou skálou (v hantecu Džungla[4]) – osada severně od Černoviček nedaleko Stránské, rozkládající se na jihozápadním úpatí Stránské skály. Od Černoviček ji dělí dálniční přivaděč. Původně se jednalo o nouzovou dělnickou kolonii zvanou Kolonie pod Stránskou skálou. Přesné datování vzniku osady je neurčité, ale předpokládá se, že vznikla ve 20. letech 20. století.[5] Ve třicátých letech se osada začala rozrůstat. Až do druhé poloviny 60. let 20. století náležela osada ke katastrálnímu území Židenice.
- Stránská – jednoulicová osada severovýchodně od Černoviček, rozkládající se na jižním úpatí Stránské skály. Osada vděčí za svůj vznik jihotyrolským emigrantům italského původu, kteří se zde usadili roku 1915 a získali zaměstnání ve zdejším lomu u Stránské skály.[5] Ulice měla dlouho problémy s infrastrukturou. Ve třicátých letech se zdejší zástavba začala rozrůstat. Zatímco elektřina sem byla zavedena již při postavení domků, veřejného vodovodu se dočkala až okolo roku 1940 v souvislosti se vznikem líšeňské továrny na letecké motory Ostmark (dnešní Zetor). Stejně jako Osada pod Stránskou skálou patřila i tato osada až do druhé poloviny 60. let 20. století ke katastrálnímu území Židenice.

### Obchody
Obyvatelé Slatiny mají k dispozici 4 supermarkety, jimiž jsou Kaufland, Penny Market, Lidl a Albert.

## Doprava
Městskou částí prochází železniční trať Brno –⁠⁠⁠⁠⁠⁠ Kyjov –⁠⁠⁠⁠⁠⁠ Veselí nad Moravou. Ve Slatině zastavují pouze osobní vlaky. Hlavní spojení s centrem zajišťují trolejbusové linky 31 (dále vedoucí do Šlapanic) a 33 (sídliště). Průmyslovou oblast obsluhují denní autobusové linky E50 (expresně přes Brno-jih, Bohunice, Kohoutovice a Bystrc na Kamechy), 72 (přes Brno-sever a Královo Pole k Technologickému parku), 73 (do Sokolnic), 75 (přes Juliánov, Starou osadu do Maloměřic a Obřan), E75 (k Židenickému nádraží), 77 (ke Zvonařce a Vaňkovce) a noční autobusová linka N89 (přes Masarykovu čtvrť, Žabovřesky, Komín do Kníniček. Dále městskou částí jezdí denní autobusové linky E76 (expresní linka spojující centrum a letiště Brno-Tuřany), 78 (směr Líšeň, Vinohrady, Židenice, Tuřany, Chrlice a Obchodní centrum Olympia), noční autobusová linka N96 (přes Ořechovskou do Bosonoh), regionální autobusové linky 601 (směr Slavkov u Brna), 602 (směr Rousínov a Bučovice), 701 (směr Velatice, Mokrá-Horákov a Hostěnice), 702 (směr Tvarožná, Pozořice, Kovalovice a Viničné Šumice) a do severní části, v oblasti Stránské skály, tramvajová linka 10.

## Dějiny
Katastrální území moderní městské částí Brno-Slatina zahrnuje vedle téměř celého původního katastru bývalé obce Slatina, části původních katastrů Bedřichovic, Brněnských Ivanovic, Černovic, Líšně, Tuřan a Židenic.
Jako zemědělská ves existovala Slatina již ve 13. století (první dochovaná písemná zmínka je z roku 1247) a v následujících obdobích se často měnili její majitelé církevní i světští, měšťané z nedalekého Brna i šlechtici. Jako majetek olomouckého biskupa se poprvé připomíná v r. 1306 a následně olomoucké kapituly, a to od roku 1399. V roce 1592 byla Slatina prodána brněnskému měšťanu Janu Menclovi z Kolsdorfu. Až v roce 1628 byla přičleněna k líšeňskému panství a od té doby s ním sdílela svoje osudy až do zániku poddanství v polovině 19. století. Do té doby obec řídil rychtář a konšelé, ustanovovaní líšeňskou vrchností. Potom už si obec volila svoje zastupitelstvo, v jehož čele stál starosta a několik radních.
Téměř až do konce minulého století měla Slatina dvě části – zemědělskou (zvanou Dědina – dnes Přemyslovo náměstí) a dělnickou (Budín). Už před první světovou válkou se však začala rozšiřovat výstavbou rodinných domků kolem silnice do Líšně, k Tuřanům a k Brnu. Líšeňský velkostatek obhospodařoval ve Slatině vlastní rozsáhlý dvůr až do začátku dvacátých let tohoto století. Po vzniku samostatné Československé republiky v roce 1918 a po připojení Slatiny (se 1400 obyvateli) k Brnu v roce 1919, vykoupilo totiž město v rámci pozemkové reformy od majitele líšeňského velkostatku slatinský dvůr s příslušnými polnostmi a rozparcelovalo jej z části k pronájmu zdejším rolníkům, z části pro výstavbu rodinných domků. To umožnilo další rozšíření obce ve všech uvedených směrech (Tuřanka, Ráj, Nová čtvrť). Vznik továren bratrů Johanových (1925), inženýra Ericha Roučky (1929) a později Václava Jiránka (1937) svými pracovními příležitostmi vedl k dalšímu rozvoji obce a zvýšení počtu obyvatelstva (na 3300) a s ním přibývalo i živnostníků a řemeslníků. V obci byl zřízen poštovní úřad Brno 27, zahájila činnost lékařská ordinace. V roce 1932 bylo zavedeno autobusové spojení s Brnem, které bylo podstatně výhodnější než dosavadní vlakové (od roku 1886).
Další vlna rozvoje Slatiny nastala po druhé světové válce. Už v roce 1949 autobus vystřídala první trolejbusová linka. V padesátých letech byly postaveny rodinné domky na východní straně obce, v šedesátých činžovní bloky na západní straně směrem k Brnu. Závažné bylo vybudování silnice podél železniční tratě od kasáren k novému brněnskému letišti v roce 1973, což bylo podnětem k postupnému zastavění téměř veškeré okolní zemědělské půdy různými sklady a továrními objekty. Kolektivizace zemědělství, která se i ve Slatině těžko rodila, stala se sice posléze dobře prosperující, ale v důsledku neustálého úbytku orné půdy muselo zdejší JZD upustit od veškeré živočišné výroby a spojit se s družstvem tuřanským.
V rámci radikální druhé katastrální reformy Brna ve druhé polovině 60. let 20. století byly ke slatinskému katastru připojeny části původních katastrů Černovic (Černovičky, kasárny, západní dvě třetiny areálu vozovny, Lidl), Židenic (oblast Stránské skály, a ulice Stránská a osada pod Stránskou skálou s přilehlými pozemky), Líšně (severovýchodní část Slatiny, počínaje severní stranou dnešní Rousínovské ulice, a domy v severní části Bedřichovické ulice) a Šlapanic (malé území na jihovýchodě katastru při silnici vedoucí k Letišti Brno-Tuřany), jakoby protiváha na opačném konci ležící Slatinky, která patřila ke Slatině už od 17. století. Došlo též k úpravě jižní hranice, při níž Slatina získala nepatrnou část původního katastru Tuřany a Brněnských Ivanovic, a naopak zde přibližně stejně velkou část svého původního katastru ztratila ve prospěch nově vymezeného katastru Tuřan. Zároveň byla zanedbatelná část katastru připojena ke Šlapanicím.
V sedmdesátých letech potom pokračovala výstavba i směrem jižním. Největší změnu však přinesla stavba sídliště s panelovými domy, zakončená až v osmdesátých letech. Počet obyvatel se téměř ztrojnásobil a přesáhl 9000. S tím souvisela i občanská vybavenost (jesle, mateřské školky, velká základní škola, obchodní středisko Slatinka a jiné). Do sídliště byla zavedena druhá trolejbusová linka.
Další rozvoj celkové vybavenosti i služeb ve všech směrech přineslo období po sametové revoluci v roce 1989 vlivem rozvoje všestranného podnikání. Tehdy se také Slatině vrátila po mnoha letech samospráva volbou zastupitelstva jakožto jedné z městských částí. To už však naprosto zmizel venkovský, zemědělský ráz obce a Slatina se stala doslova a v plném rozsahu brněnským předměstím se všemi kladnými i zápornými stránkami této skutečnosti. V roce 2002 měla Slatina 61 ulic a při sčítání lidu v roce 2011 měla 9360 obyvatel.

### Vývoj správy po roce 1919
- 1919–1945 – části území moderní městské části byly spravovány místními výbory Slatina, Židenice, Černovice, Brněnské Ivanovice, Tuřany, městysem Líšní a městem Šlapanicemi. Během existence Protektorátu Čechy a Morava byly zastupitelské sbory těchto celků zrušené a Líšeň byla připojena k Brnu.
- 1945–1946 – části území moderní městské části byly spravovány brněnskými místními národními výbory Slatina, Židenice, Černovice, Brněnské Ivanovice, Tuřany a Líšeň a nebrněnským městským národním výborem Šlapanice.
- 1947–1949 – části území moderní městské části byly součástí městských obvodů Brno VI. Židenice, Brno VII. Černovice, Brno IX. Tuřany a Brno X. Líšeň a města Šlapanic.
- 1949–1954 – části území moderní městské části byly součástí městských obvodů Brno IX. Židenice (tehdy židenické části moderní městské části s výjimkou Kostivárny), Brno X. Černovice (součástí se stalo celé tehdejší katastrální území Slatina, tehdy černovické pozemky, tehdy židenické objekty tzv. kostivárny a jižní část tehdejšího líšeňského katastru vymezená na severu severním okrajem olomoucké silnice), Brno XII. Líšeň (část tehdejšího líšeňského katastru severně od olomoucké silnice) a Brno XIII. Tuřany (pozemky tehdy náležející k Brněnským Ivanovicím a Tuřanům). Malá část katastru náležela i ke Šlapanicím.
- 1954–1964 – části území moderní městské části byly součástí městských obvodů Brno VI. Židenice (součástí byly tehdy židenické a černovické pozemky), Brno X. Tuřany (pozemky tehdy náležející k Brněnským Ivanovicím a Tuřanům), Brno XI. Slatina (součástí bylo celé tehdejší k.ú. Slatina a jižní část tehdejšího k.ú. Líšeň, počínaje severním okrajem olomoucké silnice), Brno XII. Líšeň (součástí byly tehdy líšeňské pozemky, ležící severně od olomoucké silnice). Malá část katastru náležela i ke Šlapanicím
- 1964–1971 – části území moderní městské části byly součástí městských obvodů Brno IV (tehdy židenické a černovické pozemky), Brno X. Tuřany (pozemky tehdy náležející k Brněnským Ivanovicím a Tuřanům), Brno XI. Slatina (součástí bylo celé tehdejší k.ú. Slatina a jižní část tehdejšího k.ú. Líšeň, počínaje severním okrajem olomoucké silnice), Brno XII. Líšeň (součástí byly tehdy líšeňské pozemky, ležící severně od olomoucké silnice). Malá část katastru náležela původně i ke Šlapanicím. Během této doby došlo ke druhé katastrální reformě Brna, která radikálně pozměnila i katastrální členění na území moderní městské části Brno-Slatina.
- 26. listopadu 1971–31. prosince 1975 – území moderní městské části bylo rozděleno mezi městský obvod Brno IV (pozemky na západě a severozápadě městské části, které do 60. let náležely k Černovicím a Židenicím) a městskou část, která nejprve nesla název Brno XI-Slatina[7] a od 1. května 1972[8] Brno-Slatina (zbytek moderního katastru Slatiny).
- od 1. ledna 1976[9]–1990 – celé území náleželo k městskému obvodu Brno IV.
- od roku 1990 samosprávná městská část Brno-Slatina.

## Obyvatelstvo
| Rok  | Počet obyvatel |
| ---- | -------------- |
| 1869 | 680            |
| 1880 | 851            |
| 1890 | 1 046          |
| 1900 | 1 217          |
| 1910 | 1 470          |
| 1921 | 1 432          |
| 1930 | 1 728          |
| 1950 | 2 164          |
| 1961 | 3 256          |
| 1970 | 3 833          |
| 1980 | 4 714          |
| 1991 | 8 668          |
| 2001 | 8 530          |
| 2011 | 9 360          |
| 2021 | 11 104         |

## Osadní výbory

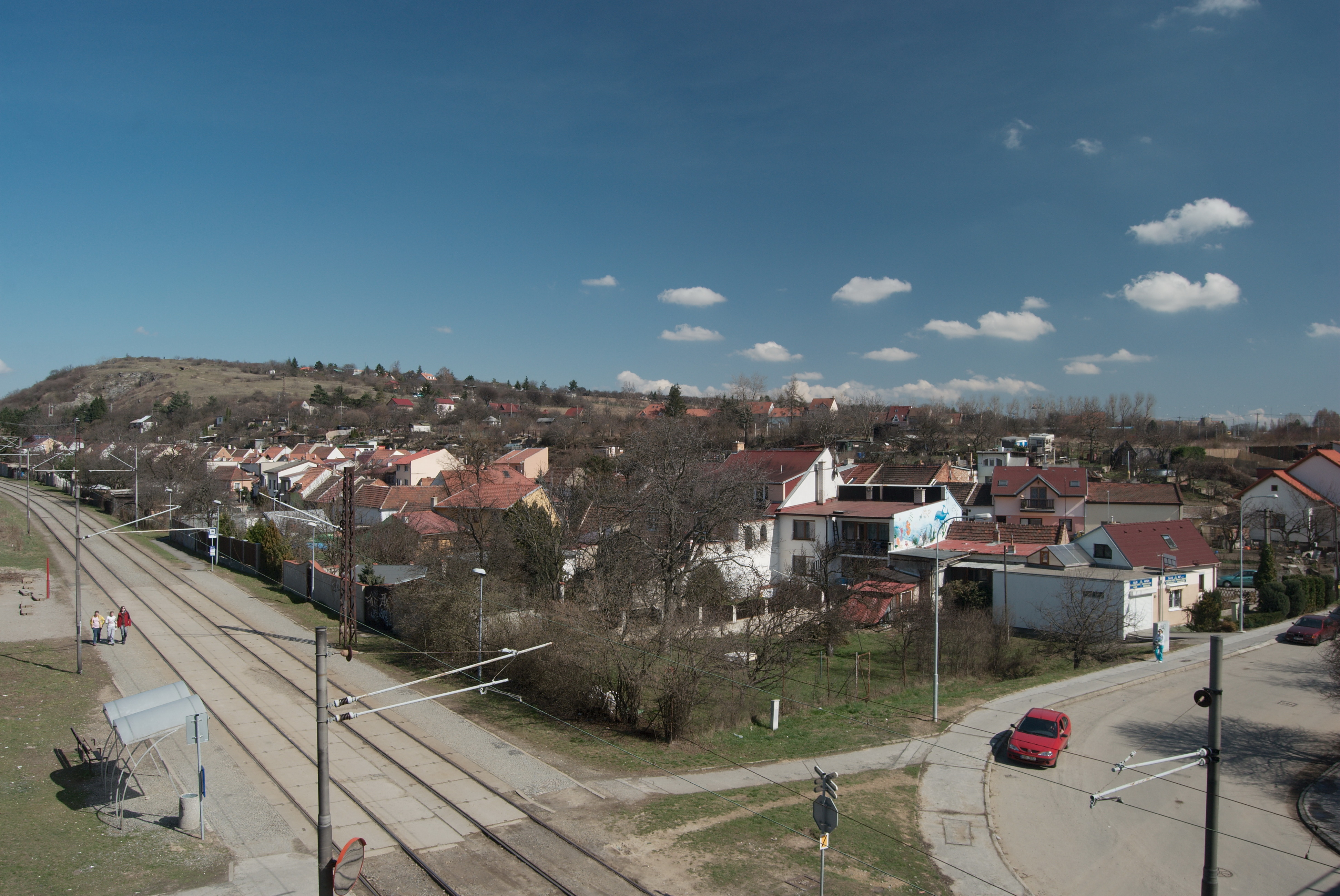
Slatina – osada pod Stránskou skálou

Od roku 2003 působí z rozhodnutí zastupitelstva městské části na území Slatiny také dva osadní výbory, jimiž jsou osadní výbor Slatinka (pro ulici Slatinka), a osadní výbor Osada pod Stránskou skálou, do roku 2006 zvaný Černovičky (pro ulice Černovičky, Stránská a Podstránská).

## Pamětihodnosti
- Přírodní lokalita Stránská skála, která přinesla mnohé nálezy pozůstatků prehistorického života.
- Kostel Povýšení svatého Kříže postavený roku 1947.
- Zvonice na Přemyslově náměstí, tzv. kaple sv. Floriána, byla postavena v roce 1703 podle návrhu architekta Domenica Martinelliho.
- Kaplička zasvěcená Panně Marii postavená roku 1911.
- V okolí jsou objevovány zkameněliny obratlovců z období druhohorní jury, mezi jinými i fosilní zub dravého dinosaura (teropoda) a fosilie dravých mořských plazů pliosauridů, kteří zde žili v době před 160 miliony let.[14]